# Terai
O Terai, Tarai ou Terrai (em nepali: तराई; romaniz.: Tarāī) é uma faixa de território que ocupa grande parte de todo o sul do Nepal e da zona fronteiriça do norte da Índia. Para alguns autores é a parte setentrional da Planície Indo-Gangética, enquanto que outros autores a definem como a região plana de pradarias pantanosas, savanas e selvas tropicais entre aquela planície e as vertentes sul dos montes Sivalik, que constituem os contrafortes meridionais dos Himalaias. O Terai faz parte das bacias hidrográficas do Ganges e do Bramaputra.
No norte da Índia, o Terai vai desde o rio Yamuna até ao estado de Bihar, passando pelos estados de Himachal Pradesh, Haryana, Uttarakhand e Uttar Pradesh. Os chamados vales Dun (ou Doon) que se encontram nos montes Sivalik ou entre estes e os Himalaias, nos estados de Uttarakhand e Himachal Pradesh, fazem parte do Terai. A região estende-se depois para leste do Bramaputra, passando a chamar-se Duars, uma faixa que atravessa Bengala Ocidental, Bangladesh, Butão e Assam. A norte do Terai ergue-se o Bhabhar, uma faixa estreita mas contínua de floresta com cerca de 8 a 12 km de largura.
É uma região constituída por as pradarias pantanosas, savanas e selvas tropicais, com subtropical e altitude entre 60 de 300 metros. É o celeiro do Nepal, bem como um centro industrial e financeiro com alguma importância. No Terai nepalês há dois parques nacionais: o de Bardia e o de Chitwan.
O Terai nepalês é povoado principalmente por etnias que representam cerca de metade da população do Nepal, mais próximos cultural e linguisticamente das etnias indianas do outro lado da fronteira do que das etnias originárias das colinas e montanhas do norte do país.

## Etimologia
Tarāī significa "contraforte" em hindi e nepali, que no Nepal designa as terras baixas e planas, especialmente as situados no sopé meridional dos Himalaias, que faz fronteira com a Índia. Os nepaleses também chamam à região Madhes (मधेस)), principalmente quando se referem à sua composição étnica, com muito mais afinidades com as regiões indianas adjacentes do que com as regiões a norte, neste contetxo chamadas Pahārd (पहाड). O nome em urdu é ترای (tarāʼī), que significa terras no fundo de uma linha de água ou nas margens de um rio, terras baixas que são inundadas, vale, bacia, terreno pantanoso, pântano, marisma, ribeiro, etc.

## Geologia

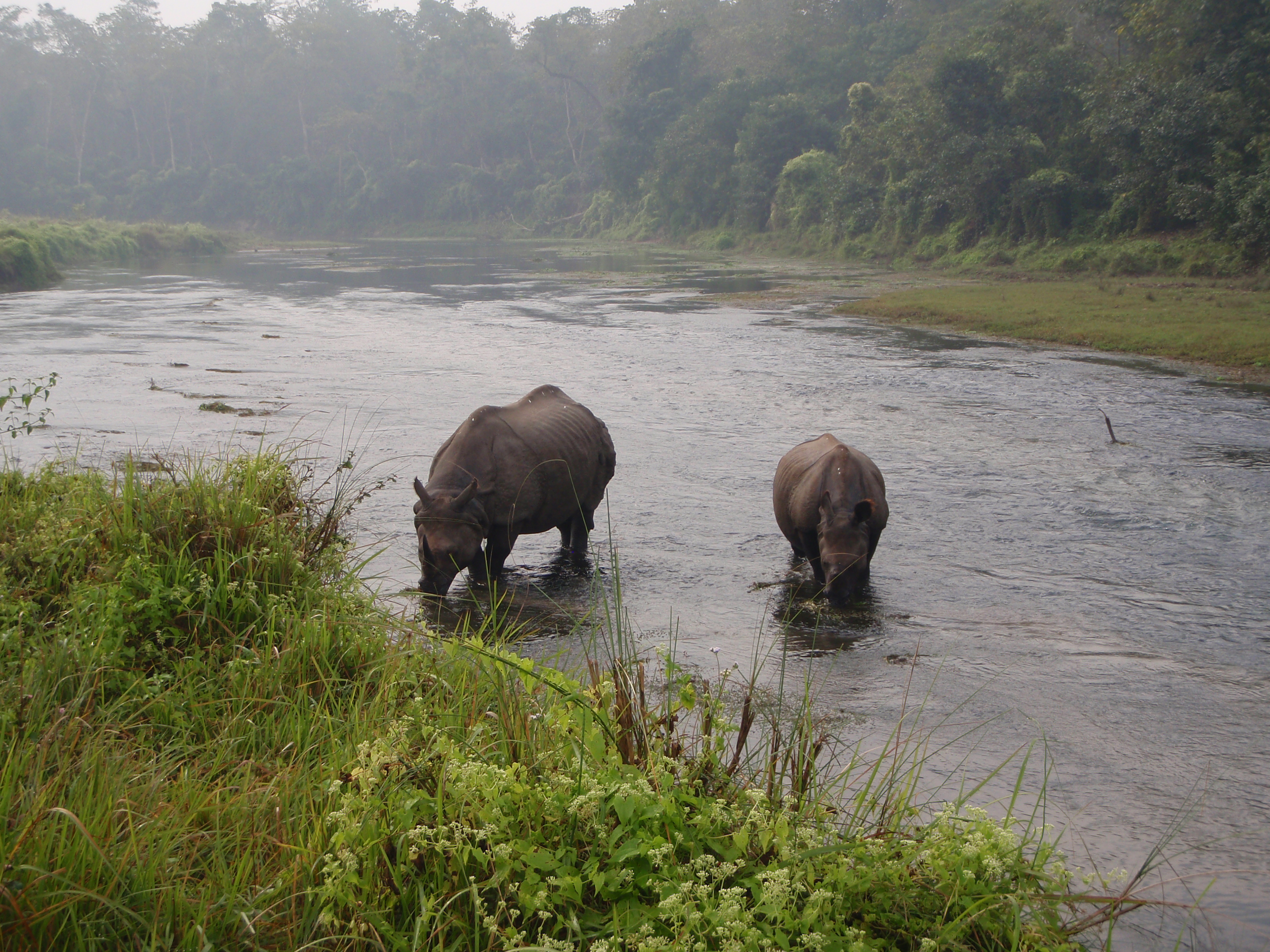
Rinocerontes no Parque Nacional de Chitwan, Nepal

O Terai é atravessado por grandes rios perenes do Himalaias como o Yamuna, Ganges, Sarda, Karnali (ou Gagara), Narayani (ou Kali Gandaki) e Kosi, os quais foram acumulando aluviões que cobrem milhares de quilómetros quadrados, a jusante das das suas saídas das montanhas. Rios de menor importância, como o Rapti, nascem na cordilheira de Mahabharat (Baixos Himalaias). A estrutura geológica da região consiste de aluviões antigos e modernos, com depósitos principalmente de areia, barro, silte, cascalho e fragmentos grossos. Os aluviões novos são renovados todos os anos por novos depósitos arrastados por correntes vigorosas. Os aluviões velhos encontram-se distantes dos leitos dos rios, especialmente em partes altas de planícies. O solo é aluvial e com textura fina a média.
A região do Terai tem numerosos pequenos rios, usualmente sazonais, a maior parte deles com origem nos montes Sivalik. A cobertura florestal tem vindo a diminuir; em 1978/1979, o decrescimento anual foi 1,3% e em 1990/1991 foi 2,3%. Além de desflorestados, os terrenos são também drenados e transformados em campos agrícolas. A redução do declive à medida que os rios saem das montanhas e transitam das regiões inclinadas de Bhabhar para as planícies praticamente sem qualquer inclinação do Terai faz com que as correntes abrandem e que os sedimentos pesados deixem de estar em suspensão. Este processo de deposição cria múltiplos canais com leitos pouco profundos, que estão na origem de inundações massivas quando os rios inchados pelas monções galgam as suas margens baixas e canais. A grande inundação de Bihar em 2008, que afetou mais de dois milhões de pessoas e causou 434 mortes, foi apenas um exemplo das catástrofes recorrentes no Terai.

## Clima
A comparação entre o clima em Chandigarh, na extremidade ocidental do Terai, na Índia, e em Biratnagar, junto à extremidade oriental, no Nepal, ilustra vaŕias diferenças:
- À medida que se avança para o interior e para longe das fontes da monção na baía de Bengala, o clima fica mais continental, com uma diferenciação maior entre verão e inverno.
- No extremo ocidental do Terai, que fica 5° mais a norte do que a parte oriental, a temperatura média nos meses mais frios é 3 °C inferior.
- A precipitação total diminui marcadamente de leste para oeste, onde a monção chega mais tarde, é menos intensa e termina mais cedo. Contudo, os invernos são mais húmidos a ocidente.

| Gráfico climático para Biratnagar, 26°N, 87°E | Gráfico climático para Biratnagar, 26°N, 87°E | Gráfico climático para Biratnagar, 26°N, 87°E | Gráfico climático para Biratnagar, 26°N, 87°E | Gráfico climático para Biratnagar, 26°N, 87°E | Gráfico climático para Biratnagar, 26°N, 87°E | Gráfico climático para Biratnagar, 26°N, 87°E | Gráfico climático para Biratnagar, 26°N, 87°E | Gráfico climático para Biratnagar, 26°N, 87°E | Gráfico climático para Biratnagar, 26°N, 87°E | Gráfico climático para Biratnagar, 26°N, 87°E | Gráfico climático para Biratnagar, 26°N, 87°E |
| --------------------------------------------- | --------------------------------------------- | --------------------------------------------- | --------------------------------------------- | --------------------------------------------- | --------------------------------------------- | --------------------------------------------- | --------------------------------------------- | --------------------------------------------- | --------------------------------------------- | --------------------------------------------- | --------------------------------------------- |
| J                                             | F                                             | M                                             | A                                             | M                                             | J                                             | J                                             | A                                             | S                                             | O                                             | N                                             | D                                             |
| 9 23 9                                        | 13 26 11                                      | 19 32 14                                      | 53 34 20                                      | 170 33 23                                     | 341 33 25                                     | 559 32 26                                     | 359 33 26                                     | 311 32 24                                     | 89 31 22                                      | 12 28 14                                      | 6 25 10                                       |
| Temperaturas em °C • Precipitações em mm      |                                               |                                               |                                               |                                               |                                               |                                               |                                               |                                               |                                               |                                               |                                               |

| Gráfico climático para Chandigarh, 31°N, 77°E | Gráfico climático para Chandigarh, 31°N, 77°E | Gráfico climático para Chandigarh, 31°N, 77°E | Gráfico climático para Chandigarh, 31°N, 77°E | Gráfico climático para Chandigarh, 31°N, 77°E | Gráfico climático para Chandigarh, 31°N, 77°E | Gráfico climático para Chandigarh, 31°N, 77°E | Gráfico climático para Chandigarh, 31°N, 77°E | Gráfico climático para Chandigarh, 31°N, 77°E | Gráfico climático para Chandigarh, 31°N, 77°E | Gráfico climático para Chandigarh, 31°N, 77°E | Gráfico climático para Chandigarh, 31°N, 77°E |
| --------------------------------------------- | --------------------------------------------- | --------------------------------------------- | --------------------------------------------- | --------------------------------------------- | --------------------------------------------- | --------------------------------------------- | --------------------------------------------- | --------------------------------------------- | --------------------------------------------- | --------------------------------------------- | --------------------------------------------- |
| J                                             | F                                             | M                                             | A                                             | M                                             | J                                             | J                                             | A                                             | S                                             | O                                             | N                                             | D                                             |
| 33 20 6                                       | 39 23 8                                       | 30 28 13                                      | 9 35 19                                       | 28 38 23                                      | 145 39 25                                     | 280 34 24                                     | 308 33 23                                     | 133 33 22                                     | 22 32 17                                      | 9 27 11                                       | 22 7                                          |
| Temperaturas em °C • Precipitações em mm      |                                               |                                               |                                               |                                               |                                               |                                               |                                               |                                               |                                               |                                               |                                               |

A comparação entre o clima em Chandigarh, na extremidade ocidental do Terai, na Índia, e em Biratnagar, junto à extremidade oriental, no Nepal, ilustra vaŕias diferenças:
- À medida que se avança para o interior e para longe das fontes da monção na baía de Bengala, o clima fica mais continental, com uma diferenciação maior entre verão e inverno.
- No extremo ocidental do Terai, que fica 5° mais a norte do que a parte oriental, a temperatura média nos meses mais frios é 3 °C inferior.
- A precipitação total diminui marcadamente de leste para oeste, onde a monção chega mais tarde, é menos intensa e termina mais cedo. Contudo, os invernos são mais húmidos a ocidente.

## Terai nepalês

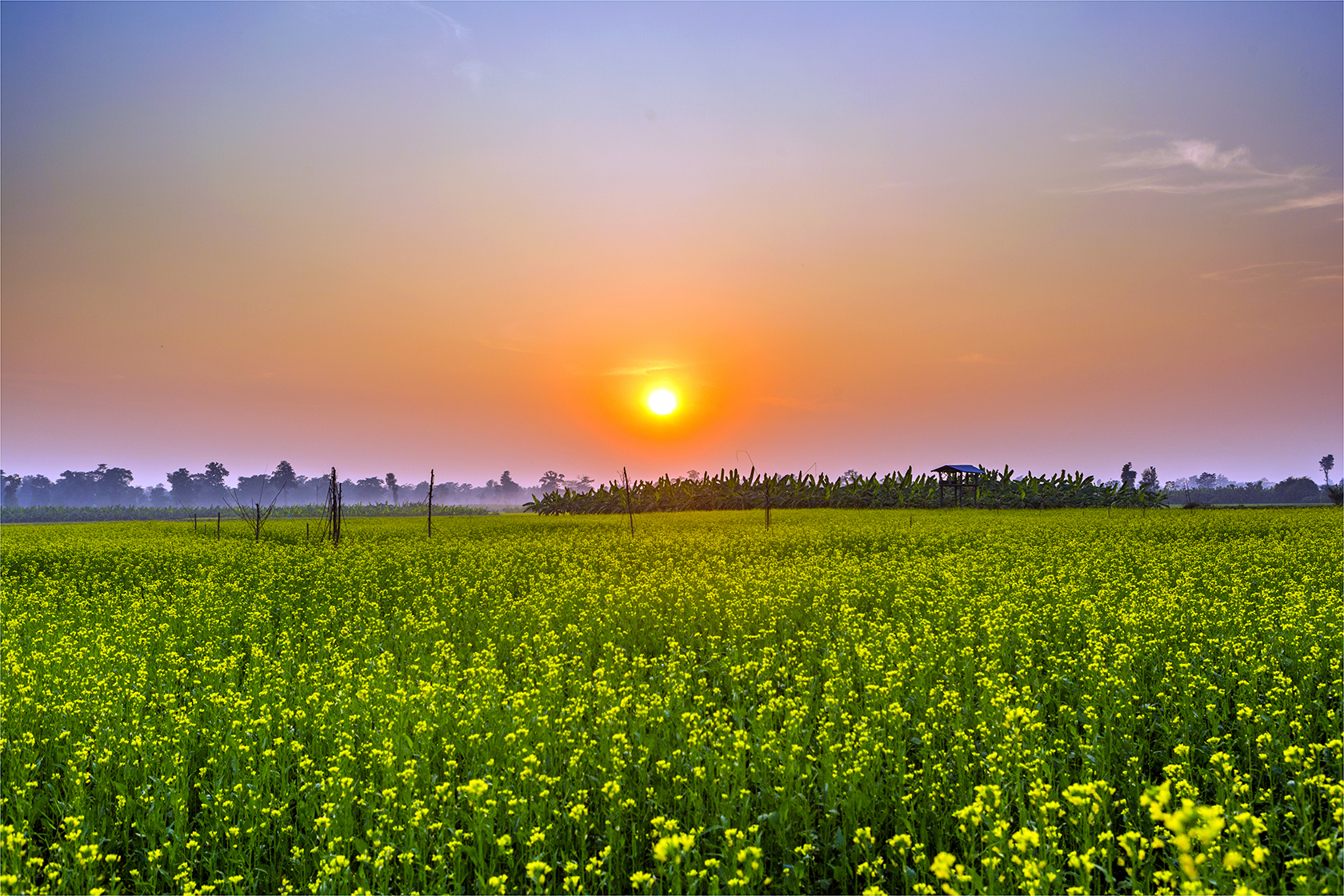
Campo de mostarda no Terai nepalês

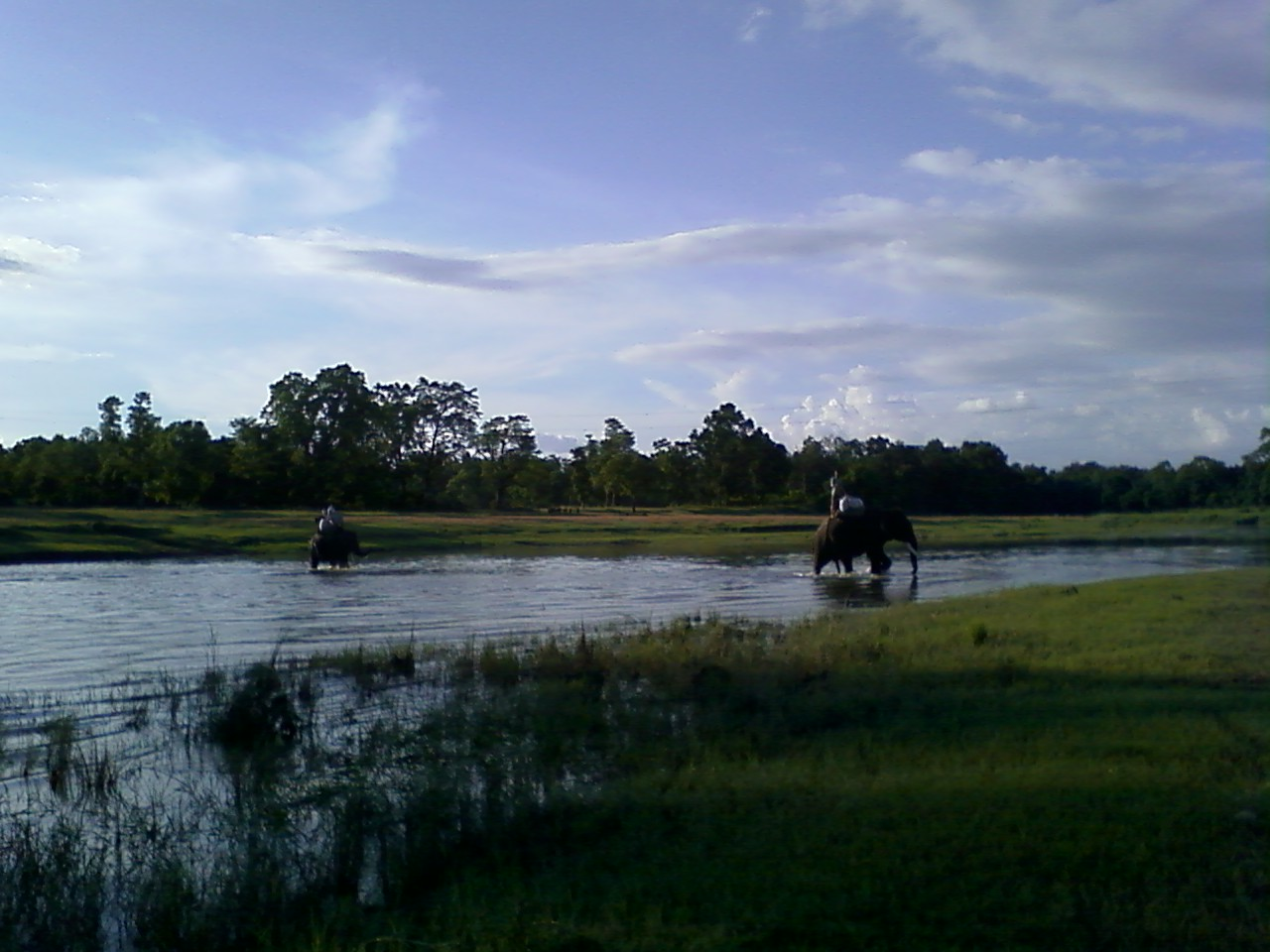
Parque Nacional de Chitwan, Nepal

No Nepal distinguem-se duas zonas no Terai: o Terai Interior e o Terai Exterior.

### Terai Exterior
O Terai Exterior começa na orla meridional dos montes Sivalik. Usualmente a designação de Teria aplica-se aos territórios até à fronteira com a Índia, inclusivamente até a áreas mais secas , convertidas para uso agrícola situadas bastante a sul dos pântanos. Na região do Extremo-Oeste, o Terai Exterior é composto pelos distritos de Kanchanpur, Kailali, Bardiya e Banke. Estes foram outrora regiões periféricas do reino de Awadh, chamando-se então Naya Muluk. Após a derrota do Nepal na Guerra Anglo-Nepalesa (1814–1816) esses ditritos foram anexados pelos britânicos segundo o Tratado de Sugauli; foram devolvidos em 1860 com recompensa pela ajuda militar nepalesa na Rebelião Indiana de 1857.
A leste de Banke o Terai Exterior nepalês é interrompido pela fronteira indiana, que vira para norte e segue a orla dos montes Sivaliks adjacentes ao vale de Deukhuri. Nesta zona, o Terai Exterior encontra-se completamente no eatado indiano de Uttar Pradesh, mais concretamente nos distritos de Shravasti e Balrampur. A leste de Deukhuri a fronteira estende-se novamente para sul e o Terai Exterior constitui os distritos nepaleses de Kapilvastu, Rupandehi e Nawalparasi. A leste de Nawalparasi, no distrito de Chitwan, a fronteira volta a seguir a orla meridional dos montes Sivaliks, colocando o terai Exterior no distrito de Champaran Ocidental, no estado de indiano de Bihar. A fronteira vira novamente para sul e a partir daí o terai Exterior estende-se continuamente por onze distritos nepaleses: Parsa, Bara, Rautahat, Sarlahi, Mahottari, Dhanusa, Siraha, Saptari, Sunsari, Morang e Jhapa.
Segundo o censo de 2001, o Terai Exterior tinha 10,3 milhões de habitantes, ou seja 45% da população do Nepal.

### Terai Interior
O Terai Interior (em nepali: भित्री तराई; Bhitrī Tarāī), também chamado Bhitrī Madhes (भित्री मधेस), é constituído por sete vales longos, chamados upatyakā em nepalês (उपत्यका) situado nos montes Sivalik ou entre eles e a cordilheira de Mahabharat, mais a norte. Na Índia estes vales são chamados Dun (ou Doon; em hindi: दून), como por exemplo Dehra Dun). A maior parte destes vales estendem-se no sentido SSE-OSO paralelamente às formações montanhosas que os cercam. Têm entre cinco e dez quilómetros de largura (na direção norte-sul) e até 100 km (na direção leste-oeste).
Os vales do Terai Interior do Nepal são, de oeste para leste:
- Jogbudhā (em nepali: जोगबुढा), no distrito de Dadeldhura a norte do distrito de Kanchanpur, no norte do Terai Exterior; é um vale relativamentepequeno e pouco desenvolvido junto à fronteira ocidental com a Índia.
- Surkhet (सुर्खेत), no distrito homónimo, situado a norte dos distritos de Kailali e Bardiya, ambos no Terai Exterior.
- Deukhurī (देउखुरी), no distrito de Dang e na parte oriental do distrito de Banke; a fronteira indiana segue os Sivaliks Duduwa a sul deste vale.
- Dāng (दाङ) igualmente nos distritos de Dang e de Banke, é paralelo ao vale de Deukhuri, situando-se a norte deste.
- Nawalparasi (नवलपरासी) situa-se na região de Nawalpur do  distrito de Nawalparasi e estendese desde o monte Daaune Devi até ao limite do distrito de Chitwan.
- Chitwan (चितवन) situa-se nos distritos de Chitwan e de Makwanpur. O primeiro faz fronteira com o distrito indiano de Champaran Ocidental, em Bihar, enquanto que Makwanpur se situa a norte do distrito nepalês de Parsa
- Marin Kholā (मरिन खोला) é um pequeno vale no distrito de Sindhuli, a norte dos distritos de Sarlahi, Mahottari e Dhanusa do Terai Exterior.
- Udayapur (उदयपुर) situa-se no distrito homónimo, a norte de Siraha e Saptari.

Segundo o censo nacional de 2001, o conjunto dos sete distritos do Terai Interior tinham 2,3 milhões de habitantes (considerando o distrito de Banke como fazendo parte do Terai Exterior), ou seja 10% da população do Nepal.

### História
O Terai era densamente florestado com Shorea robusta (em inglês: sal) antes de ter começado a exploração madeireira em larga escala no século XIX, principalmente para o fabrico de travessas de caminho de ferro. Os silvicultores do Raj britânico pensavam que em tempos recuados o Terai teria sido arroteado e cultivado. Depois do budismo ter entrado em declínio, a área foi praticamente abandonada e foi rapidamente invadida por arbustos e árvores, mas demorou mais tempo, talvez séculos até que as florestas de sal reaparecessem.
Os vales do Terai Interior sempre foram produtivos em termos agrícolas, mas colocavam grandes riscos de malária. Um decreto da dinastia Rana obrigou à manutenção de algumas partes com floresta, para formar um perímetro defensivo chamado Char Kose Jhadi, um nome que significa "floresta de quatro kos" (o kos é uma medida de comprimento equivalente a cerca de 3 km). Um observador britânico relatou que «os habitantes da planície e paharis geralmente morrem se dormirem no Terai antes de 1 de novembro ou depois de 1 de junho». Os britânicos que viajavam para Catmandu faziam o percurso desde a fronteira em Raxaul o mais rapidamente possível para chegarem às montanhas antes do anoitecer (altura em que os mosquitos que transmitem a malária estão mais ativos).
À exceção de povos indígenas com resistência genética à malária, o Terai Interior só se tornou habitável após as campanhas de erradicação da doença recorrendo a DDT nos anos 1950.

### Grupos étnicos

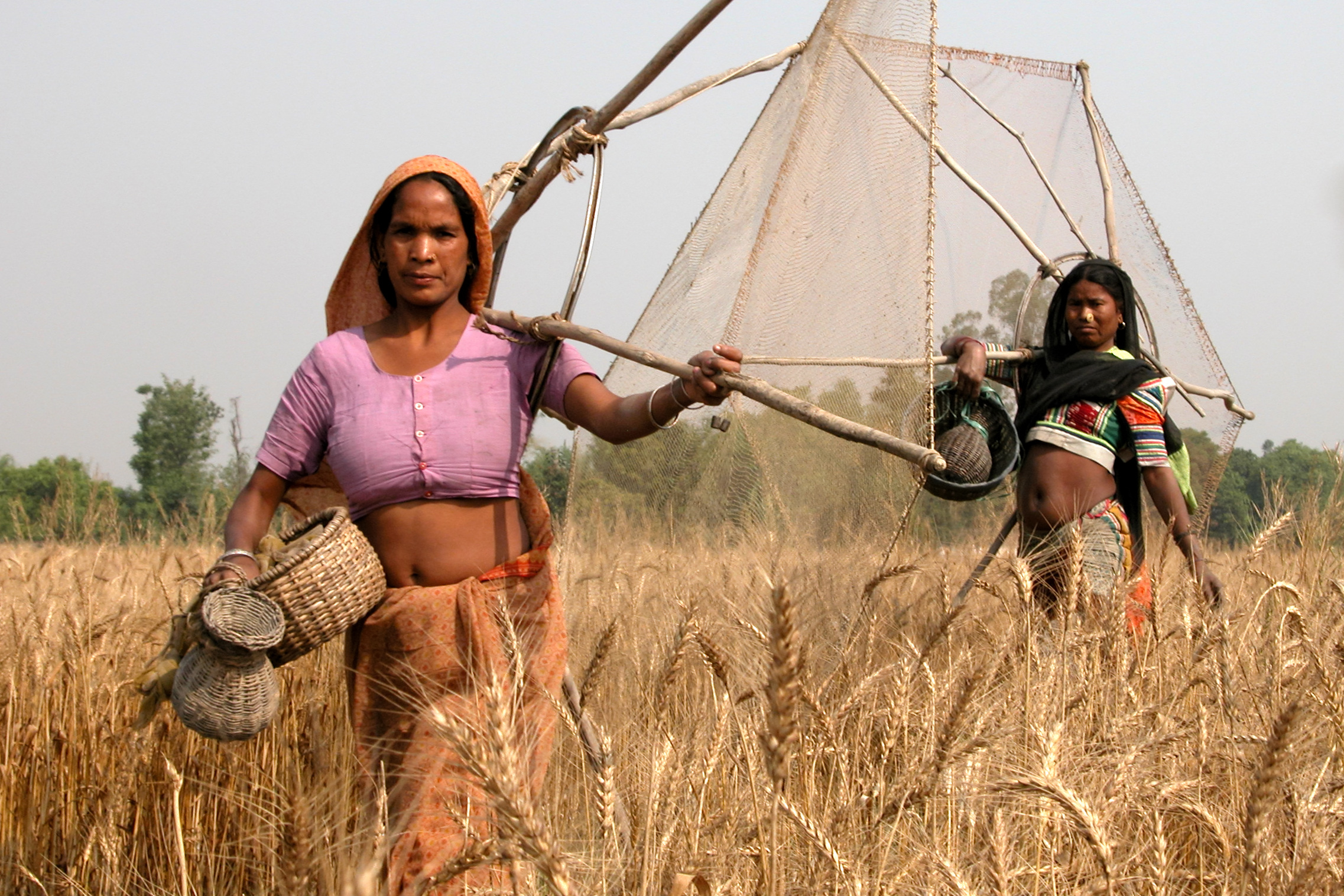
Mulheres Tharu a caminho da pesca

Os tharus vivem no Terai há muitos séculos e têm fama de ser naturalmente resistentes à malária. Desde os anos 1960, após o programa de erradicação da malária, instalaram-se na região numerosas pessoas de etnias muito diversas. Muitos agricultores pahari, nomeadamente das etnias ou castas bahun, chhetri e neuar. transferiram-se das terras altas transferiram-se para as planícies em busca de terra arável. Os tharus constituem a população tradicional no Terai Ocidental. As castas mais altas imigrantes das montanhas compraram ou simplesmente tomaram posse de extensas propriedades. Juntamente com os senhorios tradicionais tharu constituem o nível superior da hierarquia económica, que nas áreas rurais do Terai, é em grande medida determinada pela distribuição e do valor das terras agrícolas. Os pobres são os que não têm terras ou que têm muito pouca, os tharu dalits, que incluem os musahars, os chamars e os pescadores tradicionais, os mallaah; há também dalits das montanhas. Os musahars, em particular, raramente obtêm outro emprego que não seja trabalho agrícola pesado.

### Economia
O Terai é a região mais produtiva do Nepal, onde se encontram a maioria das indústrias do país, apesar da base da economia local ser a agricultura. As principais colheitas são de arroz, trigo, legumes, cana-de-açúcar, juta, tabaco e milho. Nos distritos orientais, desde Parsa até Jhapa, há indústrias agrícolas, como fábricas de juta, tabaco, moinhos de açúcar e de arroz.
| Município                                            | Distrito   | Nº de habitantes (censo de 2001) | Principais atividades económicas                                                         |
| ---------------------------------------------------- | ---------- | -------------------------------- | ---------------------------------------------------------------------------------------- |
| Biratnagar                                           | Morang     | 166 674                          | agroindústria, educação, comércio, centro de transportes                                 |
| Birganj                                              | Parsa      | 112 484                          | comércio, centro de transportes, agricultura e alguma indústria                          |
| Dharan                                               | Sunsari    | 95 332                           | centro e destino de turismo, educação, serviços financeiros                              |
| Bharatpur                                            | Chitwan    | 89 323                           | agroindústria e indústria alimentar, turismo, saúde, educação                            |
| Bhimdatta (ou Bhim Dutta, antigamente Mahendranagar) | Kanchanpur | 80 839                           | centro de transportes, educação, saúde                                                   |
| Butwal                                               | Rupandehi  | 75 384                           | centro de transportes, comércio de retalho, agroindústria, saúde, educação               |
| Hetauda                                              | Makwanpur  | 68 482                           | centro de transportes, indústria cimenteira, outras indústrias                           |
| Dhangadhi                                            | Kailali    | 67 447                           |                                                                                          |
| Janakpur (ou Janakpurdham)                           | Dhanusa    | 67 192                           | centro de transportes, agroindústria, educação, saúde, turismo religioso (peregrinações) |
| Nepalganj (ou Nepalgunj)                             | Banke      | 57 535                           | centro de transportes, comércio de retalho, serviços financeiros, saúde                  |
| Triyuga (ou Gaighat)                                 | Udayapur   | 55 291                           | turismo                                                                                  |
| Siddharthanagar                                      | Rupandehi  | 52 569                           | centro de transportes, comércio, turismo                                                 |

### Transporte e atrações turísticas
A chamada Autoestrada Mahendra atravessa o Terai nepalês desde Kankarbhitta, na fronteira oriental, no distrito de Jhapa e zona de Mechi, até Bhimdatta, junto à fronteira ocidental, no distrito de Kanchanpur e zona de Mahakali (zona). É a única estrada que cruza o Nepal de leste a oeste.
Entre as atrações turísticas do Terai nepalês destacam-se:
- Parque Nacional de Chitwan (perto de Bharatpur)
- Parque Nacional de Bardia (perto de Nepalganj)
- Lumbini — local onde teria nascido Sidarta Gautama, o Buda (perto de Siddharthanagar)
- Janakpur — local de nascimento da deusa Sita, a esposa de Rama, no Ramáiana